# Cascada Skakavac (Perućica)
La cascada Skakavac ( bosnio, serbio y montenegrino: Vodopad Skakavac, Водопад Скакавац) se forma en Perućica, un arroyo de montaña, en el bosque primitivo de Perućica, que está regulado como una Reserva Natural Estricta como parte del parque nacional Sutjeska en la República Srpska, Bosnia y Herzegovina Es una de las cascadas más altas del país, con unos 75 m de altura.
El bosque primitivo de hayas y abetos  de Perućica está situado debajo del monte Maglić (2386 m), el pico más alto de Bosnia y Herzegovina, y separado del macizo montañoso Zelengora por el cañón del río Sutjeska. El arroyo Perućica atraviesa el bosque Perućica y desciende entre dos empinadas laderas del monte Maglić. Cerca de la mitad de su curso, la corriente cae en cascada desde el valle superior hasta el valle inferior, cayendo a 75 metros de un precipicio de piedra caliza kárstica para alcanzar su confluencia con el río Sutjeska en el valle de Tjentište . 